# Kanton Seichamps
Der Kanton Seichamps war bis 2015 ein französischer Kanton im Arrondissement Nancy im Département Meurthe-et-Moselle. Letzter Vertreter im Generalrat des Départements war von 2011 bis 2015 Henri Chanut (PS). 
Hauptort des Kantons war die Gemeinde Seichamps. Der Kanton hatte (1999) 16.993 Einwohner auf einer Fläche von 69,70 km².

## Lage
Der Kanton lag in der Südhälfte des Départements Meurthe-et-Moselle nordöstlich von Nancy.

Lage des Kantons Seichamps im Département Meurthe-et-Moselle
Lage des Kantons Seichamps im Arrondissement Nancy

## Gemeinden
Der Kanton umfasste neun Gemeinden:
| Gemeinde            | Einwohner Jahr | Fläche km² | Bevölkerungsdichte | Code INSEE | Postleitzahl |
| ------------------- | -------------- | ---------- | ------------------ | ---------- | ------------ |
| Champenoux          | 1.216 (2013)   | 11         | 110 Einw./km²      | 54113      | 54280        |
| Laneuvelotte        | 418 (2013)     | 9,13       | 46 Einw./km²       | 54296      | 54280        |
| Mazerulles          | 260 (2013)     | 6,38       | 41 Einw./km²       | 54358      | 54280        |
| Moncel-sur-Seille   | 487 (2013)     | 12,41      | 39 Einw./km²       | 54374      | 54280        |
| Pulnoy              | 4.393 (2013)   | 3,74       | 1175 Einw./km²     | 54439      | 54425        |
| Saulxures-lès-Nancy | 4.039 (2013)   | 7,05       | 573 Einw./km²      | 54495      | 54420        |
| Seichamps           | 4.855 (2013)   | 4,3        | 1129 Einw./km²     | 54498      | 54280        |
| Sornéville          | 343 (2013)     | 9,22       | 37 Einw./km²       | 54510      | 54280        |
| Velaine-sous-Amance | 272 (2013)     | 6,48       | 42 Einw./km²       | 54558      | 54280        |

## Bevölkerungsentwicklung
| 1962  | 1968  | 1975   | 1982   | 1990   | 1999   | 2006   | 2012   |
| ----- | ----- | ------ | ------ | ------ | ------ | ------ | ------ |
| 2.955 | 6.048 | 10.467 | 14.181 | 16.502 | 16.993 | 16.694 | 16.171 |